# Дама з папугою
«Дама з папугою» (рос. «Дама с попугаем») — український радянський художній фільм 1988 року, знятий режисером Андрієм Праченком.
Фільм вийшов в прокат в УРСР у 1988 році з українським дубляжем від Кіностудії Довженка. Станом на 2020 український дубляж фільму досі не знайдено та не відновлено.

## Сюжет
Сергій Олексійович Звєрєв знайомиться на морі з дівчатами, що йому, нібито працівникові престижної професії (то він відрекомендовується пілотом, який літає за кордон, то працівником Зовнішторгу), легко вдається. Його зацікавлює жінка, що самотньо сидить на пляжі з папугою в клітці. Вона не особливо налаштована знайомитися, але охоче розповідає про свого сина — круглого відмінника, якого навіть показували професору з Новосибірського Академмістечка.
Після відпустки Сергій, який насправді працює простим авіатехніком в аеропорту, повертається додому і намагається знайти ту саму жінку. У цьому йому допомагають папуга, що постійно повторює адресу господині, і її син, який виявився страшенним хуліганом і двієчником.

## У ролях
- Олексій Жарков —  Сергій Олексійович Звєрєв
- Світлана Смирнова —  Олена Іванівна Степанцова
- Діма Копп —  Льошка, син Олени
- Марія Виноградова —  мати Сергія
- Станіслав Садальський —  Гена Федоров
- Тетяна Лютаєва —  Мілочка
- Альберт Філозов —  Аристарх
- Богдан Бенюк —  директор піонертабору
- Микола Гудзь — Геннадій, знайомий на пляжі
- Сергій Іванов —  Вітьок, водій в аеропорту
- Олександр Вокач —  лікар-кардіолог
- Тетяна Мітрушина —  епізод
- Олександр Мілютін —  міліціонер

## Знімальна група
- Режисер: Андрій Праченко
- Сценаристи: Михайло Іллєнко, Андрій Праченко
- Оператор: Василь Трушковський
- Композитор: Вадим Храпачов
- Художник: Борис Жуков